# Етничка група
Етничка група или етнија/народ (грч. ἔθνος [] — „народ”, етнос) друштвено је дефинисана категорија људи који се међусобно идентификују на основу заједничких предака, те националних, друштвених или културолошких сличности.‍‍ За разлику од већине других статуса социјалних група (богатство, старост, занимање и сл.), етницитет је неретко и стечени статус; наиме, иначе се заснива на друштву у којем неко живи (поготово у интелектуално напредним државама), али такође може да се „усвоји” преласком у друго друштво — било добровољним или (ин)директно присилним, било физичким или менталним. Чланство у етничкој групи има тенденцију да се дефинише заједничком културном баштином, прецима, митовима о пореклу (космогонијски/етиолошки митови / ајтон), историјом, домовином, језиком и/или дијалектом, или чак идеологијом, а манифестује се кроз симболичке системе као што су религија, митологија и ритуали, кухиња, стил облачења, физички изглед, уметност уопштено говорећи итд. Назив за припадност етничкој групи / етнији, тј. само постојање етничке групе је етницитет/етничност/народност, док се припадник етничке групе зове етник (припадници једне етничке групе / етније зову се етници и сви они чине један народ тј. етничку групу).
Етничке групе произашле из исте историјске популације-оснивача често настављају говорити сродним језицима и делити сличне генетске особине, путем језичке промене, акултурације, разних адопција/усвајања (нпр. обичаја) и религијских конверзија/превођења. Могуће је да неки појединци или групе напусте једну етничку групу и придруже се другој (осим оних етничких група којима је нагласак на расној (генетској) „чистоћи” кључни критеријум за чланство, а такве су већинске). Није могуће да се појединац из једне етничке групе у потпуности асимилира у другу, поготово не у ону која више не постоји или оно што је чини(ло) једном етничком групом се више не практикује односно не насилно. На пример, амерички староседеоци Индијанци су етничка група која своје етничко наслеђе готово увек преноси само на своје потомке (ретко се ко данас асимилира у ову етничку групу); с друге стране, релативно се често дешава да неко — барем једним делом — постане етнички Немац или Британац (нпр. након имиграције у Немачку или Британију, земље које већински насељавају ове две етничке групе). Члан етничке групе може да се самоидентификује; неки људи воде порекло од друге етничке групе и научно гледано припадају тој другој етничкој групи, али се ипак не идентификују том другом групом којој припадају — или зато што немају културне и/или друштвене повезаности са истом, или зато што су приморани, или пак имају неку личну корист (нпр. духовну или чешће материјалну) и сл.
Термин етницитет често се (неправилно) користи као синоним за двосмислене појмове као што су нација или људи или мањине и/или мигрантске групе.‍.
Зависно о томе који извор групног идентитета је наглашен да дефинише чланство, следеће врсте (углавном међусобно преклапајућих) етничких група могу да се идентификују:
1. етно-расне групе — нагласак је на подељеном физичком изгледу који је базиран на пореклу, не на изолованом географском региону као што је континент; међутим, добро-дефинисани критеријуми за физички изглед расе не могу да се формулишу и сваки појединац не може да се недвосмислено идентификује само људском расом базирано на физичком изгледу, па чак ни базирано на генетским хаплогрупама пошто комплетно изолована географска подручја не постоје; према томе, гледајући из биолошке перспективе само постојање људских раса је упитно; у статистикама о броју становника, о раси се обично засебно извештава — базирано на генеалогији а не физичком изгледу [пример: Афроамериканци]
2. етно-религијске групе — нагласак је на сличности у припадности одређеној религији или деноминацији или секти [пример: Јевреји или Сикхи]
3. етно-националне групе — нагласак је на сличности у облику владавине и смислу националног идентитета [пример: Ирачани или Американци]
4. етно-регионалне групе — нагласак је на посебном локалном осећају припадности који произилази из релативне географске изолације [пример: Јужноострвљани]
5. етно-лингвистичке групе — нагласак је на сличности у језику или дијалекту или чак коришћењу истог писма [пример: Гели]

У многим случајевима — као што је онај са Јеврејима (хебр.  — „јеврејски народ”, „осећај за припадност јеврејском народу”), на пример — више од једног аспекта одређује чланство.
Највеће етничке групе у модерним временима обухватају стотине милиона појединаца (Хан Кинези са око 1,31 милијарди припадника [19% светске популације] највећа су етничка група на свету), док су оне најмање ограничене на неколико десетака појединаца (бројно домородачко становништво у свету). Веће етничке групе могу се поделити у мање подгрупе различито познате као племена или кланови, које временом могу постати засебне етничке групе због ендогамије и/или физичке изолације из матичне групе. С друге стране, бивше одвојене етничке групе могу се спојити и формирати пан-етније, а на крају се и „стопити” у једну етничку групу. Кроз било коју поделу или спајање, формирање засебног етничког идентитета назива се етногенеза.

## Терминологија
Термин етнички произилази из грчке речи ἔθνος [] (или тачније из придева ἐθνικός [],‍ што је у латинском језику преузето као ethnicus. Посуђени енглески назив за овај концепт је folk (или, у преводу на српски: „народ”), док је у тзв. касном блиско-енглеском периоду тај назив коришћен заједно са латинизмом people (данас углавном синоним за folk).
У раном модерном енглеском и до средине 19. века, етнички се користи у смислу паганског (односећи се на различите „нације” које још нису суделовале у хришћанској оикумени), док је назив ta ethne („нације”) који је употребљавала септуагинта коришћен да се преведе хебрејско goyima („нације, не-Хебреји, не-Јевреји”).‍ Грчкојезички термин у раној антици (Хомерова Грчка) може се односити на било коју већу групу, домаћина мушкараца, групу другова, као и рој или стадо животиња. У класичној (античкој) Грчкој, термин је добио значење упоредиво са концептом сада званим етничка група, најчешће преведен као нација, људи; само у хеленистичкој Грчкој, израз је имао тенденцију да постане додатно сужен да би се нарочито односио на „стране” или „варварске” нације (одакле је касније добио значење „пагански”).‍
У 19. веку, појам је почео да се користи у смислу „карактеристичних раса, људи или нација”, у повратку изворном грчком значењу. Смисао „различитих културолошких група”, те на америчком енглеском „расних, културолошких или група националних мањина”, јавља се од 1930-их до 1940-их,‍ као замена појма раса који је раније имао тај смисао, али сада постаје бити архаичан због сличности са идеолошким расизмом.
Скраћени облик етницитет био је коришћен за „паганство” у 18. веку, али сада почиње изражавати значење једног етничког карактера (први пут забележено 1953. године).
Појам етничка група први пут је забележен 1935. године и ушао је у Оксфордски речник енглескога језика 1972. године.‍ Зависно о контексту у ком се користи, појам националност може бити (и даље неправилно) коришћен или као синоним за етницитет или као синоним за држављанство (у сувереној држави). Процес који резултује настанком једне етничке групе / етније зове се етногенеза; термин је у употреби у етнолошкој литератури од око 1950. године.

## Дефиниције и концептуална историја
Етнографија почиње у класичној антици; након раних аутора попут Анаксимандара и Хекатеуса из Милета, Херодот око 480. п. н. е. утемељује и историографију и етнографију древног света. Грци у овом тренутку не описују стране нације, већ развијају концепт властите „етничности”, који су груписали под називом Хелени. Херодот је ставио посебан акценат на оно што је дефинисало грчки хеленистички етнички идентитет у његово време, истичући следеће појмове:
1. заједничко порекло (грч.  — „истокрвно(ст)”)‍[9]
2. заједнички језик (грч.  — „који причају исти језик”)‍[9]
3. заједничка светишта и жртве (грч.  — „који се моле истим боговима и предају им исте жртве”)‍[10]
4. заједнички обичаји (грч.  — „карактеристични слични обичаји”)‍[11]‍[12]‍[13]

Да ли се националност може квалификовати као културолошки универзална, у одређеној мери зависи о коришћењу тачне дефиниције. Према канадској конференцији Изазови одређивања етничког света: Наука, политика и стварност (енгл. Challenges of Measuring an Ethnic World: Science, politics, and reality),‍ „етничност је темељни фактор у људском животу: то је појава својствена људском искуству”.‍‍
Многи социолози — попут норвешког антрополога-формалисте и владиног научника (енгл. government scholar, норв. statsstipendiat) за 1985. годину Томаса Фредрика Вејбаја Барта који је био професор на Одсеку за антропологију на Универзитету у Бостону те претходно радио као професор на Универзитету у Ослу, Универзитету у Бергену (где је основао Одсек за друштвену антропологију), Универзитету Емори и Универзитету Харвард, или антрополога-марксисте Ерика Роберта Вулфа који је предавао на Универзитету у Мичигену — не сматрају етнички идентитет универзалним. Они сматрају етницитет производом међугрупне интеракције специфичних врста, а не као битну квалитету својствену људским групама.‍
Према Томасу Хиланду Ериксену, норвешком антропологу са Универзитета у Ослу и председнику Европске асоцијације друштвених антрополога (енгл. European Association of Social Anthropologists) у периоду 2015—2016. године, проучавањем етничности су доминирала два различита става тј. две дилеме, све донедавно.
- Прва дилема/расправа је између примордијализма и инструментализма. У примордијалистичком погледу, судионик перципира етничке везе колективно, као споља добијене, или чак и присилне друштвене везе.‍[18] Инструменталистички приступ, с друге стране, третира етничку припадност првенствено као додатни елемент политичке стратегије, који се користи као извор интересних група за постизање секундарних циљева, као што је — на пример — пораст у богатству, моћи или статусу (положају).‍[19]‍[20] Дилема/расправа још увек је важна референтна тачка у политичким наукама, иако је већина научника неопредељена по питању ове дилеме.‍[21]
- Друга дилема/расправа је између конструктивизма и есенцијализма. Конструктивисте виде националне и етничке идентитете као производе историјских сила, често недавних, чак и када су идентитети представљени као стари.‍[22]‍[23] Есенцијалисте виде такве идентитете као онтолошке категорије које дефинишу друштвене актере и нису резултат социјалне акције.‍[24]‍[25]

Према Ериксену, ове расправе су измењене (поготово у антропологији) од стране научника који покушавају да одговоре на питања политизованих облика самозаступања према припадницима различитих етничких група и нација. То је у контексту расправе о мултикултуралности у земљама попут Сједињених Америчких Држава и Канаде које имају велики број усељеника из многих различитих култура, те и у контексту постколонијализама на Карибима и у јужној Азији.‍
Немачки социолог, филозоф, правник и политички економиста Макс Вебер са Универзитета у Берлину, Фрајбургу, Хајделбергу, Бечу и Минхену, један од три оснивача социологије (поред Емила Диркема и Карла Маркса), као прву ствар тврдио је да су етничке групе künstlich (у преводу, на српском: „уметно” (вештачки) од. „друштвено конструисано”) јер су биле базиране на субјективном уверењу у заједнички Gemeinschaft (у преводу, на српском: „заједница”). Друго, то уверење у заједнички Gemeinschaft није створило групу; група је створила уверење. Треће, формирање група је резултовало из жеље да се монополише моћ и статус. То је у супротности са превлађујућим природословним уверењима о времену у коме социо-културолошке разлике и разлике у понашању између народа произилазе из наследних особина и тенденција изведених из истог порекла, тада под називом раса.‍
Још један утицајни теоретичар националности је био Фредрик Барт, чије су Етничке групе и оквири (енгл. Ethnic Groups and Boundaries) из 1969. године описане као инструмент у ширењу употребе термина у друштвеним наукама 1980-их и 1990-их година.‍ Барт је отишао корак даље од Вебера наглашавајући конструктивну природу етницитета. За Барта, етницитет је непрестано прихватан и оспораван и од стране спољних приписивања и унутрашње самоидентификације. Бартов поглед је да етничке групе нису повремене културне изолације, или логички приорис (претходно условљавана ствар) ком људи природно припадају. Хтео је да разликује антрополошке појмове култура као ограничене ентитете и етницитет као исконске везе, променивши их с нагласком на сукобу између група. Етничке групе и оквири, дакле, усредоточују се на међусобну повезаност етничких идентитета. Барт пише:
| „ | (…) …категоричке етничке разлике не зависе од недостатка мобилности, контакта и информација, него повлаче за собом друштвене процесе искључивања и инкорпорације при чему се одржавају засебне категорије упркос промени суделовања и чланства у току историје индивидуалног живота. | ” |

Антрополог Роналд Л. Коен са колеџа у Бенингтону тврди 1978. године да идентификација етничке групе при коришћењу те синтагме од стране друштвених научника често огледа нетачне „етикете” више од аутохтоних стварности:
| „ | (…) …именоване етничке идентитете прихватамо, често без размишљања, као што су и основна предања у литератури често самовољно, или још горе нетачно, наметнута.‍ | ” |

На тај начин он је указао на чињеницу да се утврђивање етничке групе споља, нпр. од стране антрополога, не мора подударати са самоидентификовањем припадника те групе. Такође је описао како је у првим десетљећима коришћења, појам етнички већ често био коришћен као замена за старе појмове као што су културолошки или племенски када се говори о мањим групама са заједничким културолошким системима и заједничком баштином, али да је тај појам етнички имао додану вредност која је могла описати сличности између система групног идентитета и у племенима и у модерном друштву. Коен је такође сугерисао да су тврдње које се односе на етнички идентитет (као што су раније тврдње који се тичу племенског идентитета) често колонијалистичке праксе и учинци односа колонизованих народа и националних држава.‍
Према Мелбурнском професору глобализације и културне различитости на Универзитету западног Сиднеја и директору Завода за културу и друштво Полу Џејмсу, формације идентитета често су се мењале и искривљавале утицајима колонизације, али идентитети нису направљени ни од чега:
| „ | Категоризације о идентитету, чак и када су кодификоване и побољшане у чисте типологије процесима колонизације, стварања државе или општих процеса модернизације, увек су пуне тензија и контрадикција. Понекад су ове контрадикције деструктивне, али такође могу бити креативне и позитивне.‍ | ” |

Социолози су тако усредоточени на то како, када и зашто различита обележја етничког идентитета постају важна. Такође, антрополошкиња Џоун Винсент са колеџа Барнард на Универзитету Колумбија приметила је да етничке границе често имају „живи карактер”.‍ Роналд Коен је закључио да је етницитет „низ гнежђења укључивости и искључивости”.‍ Он се слаже са Џоун Винсентиним опажањима да се [његова парафраза] „етничка припадност… (…) …може сузити или проширити у граничном смислу у односу на специфичне потребе политичке мобилизације”.‍ То је можда разлог зашто је порекло понекад маркер (ознака, обележје) етницитета, а понекад не: која је дијакритичка ознака етницитета важна зависи о томе колико људи придају важност етничким границама, а да ли су их повећали или смањили, зависи углавном о политичкој ситуацији.

### Приступи разумевању етницитета
Различити приступи разумевању етницитета коришћени су од стране различитих социолога при покушају да се схвати природа етницитета као фактора у људском животу и друштву. Примери таквих (углавном међусобно преклапајућих) приступа су: 1. примордијализам (исконство), 2. есенцијализам, 3. перенијализам, 4. конструктивизам (структурализам), 5. модернизам и 6. инструментализам.
- Примордијализам сматра да је етницитет постојао у свим временима људске историје и да модерне етничке групе имају историјски континуитет у далекој прошлости. За заговорнике овог приступа, идеја о етницитету уско је повезана са идејом нације и укорењена је у разумевање човечанства као подељеног у примордијалне (исконске) постојеће групе укорењене сродством и биолошком баштином у „времену пре Вебера”.
  - Есенцијалистички примордијализам даље сматра да је етницитет „најглавнија” чињеница људског постојања, те да етницитет претходи било којој људској социјалној интеракцији и да је у основи непромењен њоме. Ова теорија види етничке групе као природне, не само као историјске. Ово разумевање не објашњава како се и зашто нације и етничке групе наизглед појављују, нестају и често поново оснивају кроз историју. Оно има проблема који се тичу последица међубракова, миграција и колонизација за састав модерног мултиетничког друштва.‍[31]
  - Сродствени примордијализам сматра да су етничке заједнице „проширење” сродствених јединица, у основи произашле из сродства или клана у ком се доносе одлуке културних знакова (језик, религија, традиција) како би се управо показао биолошки афинитет. На овај начин, митове заједничког биолошког порекла који су дефиниције карактеристика етничких заједница треба схватити као да представљају стварну биолошку историју. Проблем са овим погледом на етницитет је у томе да је митско порекло одређених етничких група веома често у директној контрадикцији/супротности са познатом биолошком историјом етничке заједнице.‍[31]
  - Герцов примордијализам, за ког се посебно залаже амерички антрополог Клифорд Џејмс Герц, тврди да људи уопштено доприносе већ прераслој моћи „давања” исконских људских особина — као што су крвне везе, језик, територија и културолошке разлике. По Герцовом мишљењу, етницитет сам по себи није исконски, али га људи доживљавају таквим јер је „уграђен” у њихов доживљај света.‍[31]
- Перенијализам, приступ који се првенствено бави националношћу и има тенденцију да види нације и етничке заједнице као у основи исти феномен, сматра да нације — као врста друштвене и политичке организације — представљају један од древних или перенијалних (вишегодишњих, вечних, константних) карактеристика.‍[32] Британски историјски социолог и професор-емеритус национализма и етницитета у Лондонској школи за економију и политичке науке Ентони Д. Смит 1999. године разликује две варијанте: 1. континуирани перенијализам који тврди да су одређене нације постојале већ дуг период времена и 2. обнављајући перенијализам који се фокусира на појаву, распад и поновно појављивање нација као обнављајућих аспеката људске историје.‍[33]
  - Стални перенијализам сматра да су специфичне етничке групе постојале континуирано кроз историју.
  - Ситуациони перенијализам сматра да се нације и етничке групе појављују, мењају и нестају током историје. Ово гледиште сматра да је концепт етницитета у основи алат који се користи од стране политичких група за манипулацију ресурсима као што су богатство, моћ, територија или статус, у интересу своје одређене групе. У складу с тим, етницитет се појављује када је релевантан као средство унапређења будућих колективних интереса и промена у складу са политичким променама у друштву. Пример перенијалистичког тумачења националности се може наћи код Барта и Сајднерове [антропологиња Меган Сајднер са Универзитета у Бингамтону], који виде етницитет као непрекидно мењање граница између група људи успостављено путем сталних социјалних преговарања и интеракција.
  - Инструменталистички перенијализам види етницитет првенствено као свестран алат који идентификује различите етничке групе и ограничења кроз време, што објашњава етницитет као „механизам социјалног раслојавања”, а што даље значи да је етницитет основа за „хијерархијски распоред појединаца”. Према Доналду Л. Ноелу са Државног универзитета у Охају, социологу који је развио теорију о пореклу етничке слојевитости (енгл. a theory of the origin of ethnic stratification), етничко раслојавање је „систем стратификације (раслојавања) у ком неко има релативно фиксно чланство у групи (нпр. раса, религија, или националност) коришћено као главни критеријум за додељивање друштвених позиција”.‍[34] Етничка стратификација (раслојавање) једна је од многих различитих врста социјалног раслојавања, укључујући и раслојавање на основу социјално-економског статуса, расе или пола. Према Доналду Ноелу, етничко раслојавање ће се појавити тек када специфичне етничке групе буду доведене у контакт једна с другом, и то само када те групе буде карактерисао висок степен етноцентризма, конкуренције и диференцијалне моћи. Етноцентризам је тенденција да се гледа на свет, пре свега, из перспективе сопствене културе, те да се уназаде све остале групе изван те сопствене културе. Неки социолози, као што су професор друштвених наука на Харварду Лоренс Д. Бобо и доктор политичких наука са Универзитета у Мичигену Винсент Л. Хачингс, кажу да порекло етничког раслојавања лежи у одредбама етничких предрасуда појединца, које се односе на теорију етноцентризма.‍[35] Настављајући са Ноеловом теоријом, одређен степен диференцијалних моћи мора бити присутан за појаву етничког раслојавања. Другим речима, неједнакост власти међу етничким групама значи да „оне имају такву неједнаку снагу да је једна је у стању да потпуно наметне своју вољу другој”.‍[34] Поред диференцијалних моћи, степен конкуренције структурисане дуж етничких линија предуслов је за етничко раслојавање, такође. Различите етничке групе морају бити у конкуренцији за неке заједничке циљеве (као што су моћ и утицаји) или за материјалне интересе (као што су богатство и територија). Лоренс Бобо и Винсент Хачингс сугеришу да конкуренцију покреће лични интерес и непријатељство и да то резултује неизбежним раслојавањем и конфликтима.‍[35]
- Конструктивизам види и примордијализам и перенијализам као ставове који су у основи неупотпуњени,‍[35] те одбацује појам етницитета као основног људског стања. Конструктивисте сматрају да су етничке групе само производи људске социјалне интеракције (међуделовања), одржаване само у оној мери у којој се одржавају и важећи друштвени конструкти/структуре у друштву.
  - Модернистички конструктивизам доводи у везу појаву етницитета са кретањем ка почецима националних држава у раном модерном добу.‍[36] Заговорници ове теорије, као што је британски историчар-марксиста Ерик Џон Ернест Хобсбаум са колеџа Беркбек, тврде да су етничка припадност и слични појмови као што је етнички понос (или чак национализам), чисто модерни изум који се појављује само у модерном добу светске историје. Они сматрају да пре овога етничка хомогеност није била сматрана идеалним или неопходним фактором у ковању великих друштава.

Етницитет је важан концепт по ком се људи могу идентификовати као веће групе. Многи социолози, као што су поменути антрополози Фредрик Барт и Ерик Вулф, не сматрају да је етнички идентитет универзалан. Они сматрају да је етницитет производ специфичних врста интеракције између група али не и битна квалитета неопходна групама људи.‍
Процеси који доводе до појава такве идентификације називају се етногенезе. Припадници етничке групе (у целини) разматрају културни континуитет са временом, иако су историчари и културни антрополози документовали да су многе вредности, праксе и норме који подразумевају континуитет са прошлошћу — релативно недаван изум.‍
Етничке групе се разликују од осталих друштвених група као што су супкултуре, интересне групе или друштвене класе јер се појављују и мењају током историјских периода (векова) у процесу познатом као етногенеза — период од неколико генерација ендогамије, који резултује заједничким прецима (који се понекад разматрају у смислу митолошких прича о фигурама-оснивачима); етнички идентитет је појачан у односу на „граничне оквире” — карактеристике за које се сматра да су јединствене у групи која се издвајаја од других група.‍‍‍‍‍

### Теорија етницитета
Теорија етницитета каже да је раса социјална категорија, али да је и један од неколико фактора у одређивању етницитета. Неки други критеријуми укључују „религију, језик, "обичаје", националност и политичку идентификацију”.‍ Ову теорију је 1920-их изнео социолог Роберт Е. Парк. Заснована је на концепту „културе”.
Овој теорији више од једног века претходи биолошки есенцијализам, као доминантна парадигма расе. Биолошки есенцијализам је веровање да су беле европске расе биолошки супериорне и да су друге расе које нису беле саме по себи инфериорне. Овакво гледиште у друштву је настало као начин оправдавања ропства Африканаца и геноцида над староседелачким Американцима, што се наводно заснивало на „слободи за све”. Овај концепт се развијао споро, а на крају је постао преокупација научника, теолога и јавности. Религијске институције су постављале питања о томе да ли су постојале вишеструке генезе (полигенезе) и да ли је бог створио мање раса људи. Многи од најистакнутијих научника тог доба заступали су идеју расних разлика. Погрешно су сматрали да су бели Европљани били супериорни. Један од коришћених метода било је мерење капацитета лобање.‍
Теорија етницитета је била заснована на моделу асимилације. Парк је истакао своја четири корака до асимилације: контакт, конфликт, акомодација и асимилација. Уместо објашњавања маргинализованог положаја небелачке популације у Сједињеним Америчким Државама са урођеном биолошком инфериорношћу, он је уместо овога рекао да је неуспех да се асимилују у америчкој култури заправо оно што је спречавало ове људе. Могу да буду једнаки све док одбацују своју културу која је мањкава у односу на културу белаца.
Теорија расне формације коју су створили Мајкл Оми и Хауард Вајнант директно се супротставља и премисама и праксама теорије о етницитету. Они у Расној формацији у Сједињеним Државама (енгл. Racial Formation in the United States) говоре како је теорија етницитета искључиво заснована на узорцима о имиграцији беле етничке популације и не узима у обзир јединствена искуства не-белаца у овој земљи.‍ Пошто ова теорија препознаје различите фазе у процесу имиграције — контакт, сукоб, битка и на крају као најбољи резултат асимилација — то се иста односила само на етничке заједнице белаца.‍ Парадигма етницитета занемарује начине на које раса може да закомпликује интеракцију једне заједнице са основним друштвеним и политичким структурама, посебно након контакта.
И асимилација — одбацујући поједине квалитете изворне културе ради уклапања у културу домаћина — није "упалила" за неке групе као одговор на расизам и дискриминацију као што је то било са другим групама.‍ Штавише, када су откривене законске баријере за постизање једнакости, проблем расизма постао је искључиво одговорност заједница које су већ биле у неповољном положају.‍ Претпостављало се да ако црна или латино заједница не "делује" по стандардима који су поставиле етније белаца, да је то зато што та заједница нема правих вредности или веровања. Или мора да тврдоглаво пружа отпор доминантним нормама јер једноставно не жели да се уклопи. Критика теорије етницитета коју су пружили Оми и Вајнант објашњава како се гледањем ка културном недостатку као узроку неједнакости игнорише „конкретна социополитичка динамика унутар које расни феномен обитава у САД”.‍ Другим речима, наивно веровање у овај приступ ефикасно одузима способности да се критички испитају више структуралне компоненте расизма и подстиче, уместо тога, „бенигно занемаривање” социјалне неједнакости.‍

## Етницитет и националност
У неким случајевима, посебно онима који су у вези са транснационалним миграцијама или колонијалном експанзијом, етницитет је везан за националност. Антрополози и историчари из периода након модернистичког разумевања етницитета — као што разматра британско-чешки филозоф и друштвени антрополог-рационалиста са Лондонске школе економије и политичких наука, Универзитета у Кембриџу и Универзитета у Прагу Ернест Андре Гелнер,‍ или професор-емеритус са Универзитета Корнел Бенедикт Ричард О’Горман‍ виде нације и национализам „у истом кошу” са успоном система модерне државе у 17. веку. Они су кулминирали у успону националне државе, у којој су паушалне границе нације поклопљене (или идеално поклопљене) са државним границама.
Тако је на Западу појам националности, или расе и нације, развијен у контексту европских колонијалних експанзија, када су меркантилизам и капитализам промовисали глобална кретања становништва у исто време када су границе суверених држава почеле бивати све више и више јасно и стриктно дефинисане.
У 19. веку, модерне државе углавном траже легитимност кроз своје тврдње да представљају нације. Националне државе, међутим, увек укључују популације које су искључиване из националног живота из једног или другог разлога. Чланови искључене групе, самим тим, или ће тражити укључивање на темељу једнакости, или ће тражити аутономију, понекад чак и до те мере да настане потпуно политичко раздвајање у сопственој националној држави.‍ У таквим условима када су се људи преселили из једне државе у другу,‍ или када је једна држава освојила или „колонизовала народе” изван својих националних граница, етничке групе су формиране од стране људи који су се идентификовали као припадници једне нације али су живели у другој држави.
Мултиетничке државе могу бити резултат двају супротних догађаја, било да је то недавно стварање државне границе у супротности са традиционалним племенским подручјима или недавне имиграције етничких мањина у бившу државу нације.
Примери за први случај могу се наћи широм Африке, где су се државама које су настале за време деколонизације „давале” (одређивале) произвољне/арбитрарне колонијалне границе, али и у европским земљама као што је Белгија или Уједињено Краљевство. Примери за други случај су земље попут Немачке или Холандије, које су биле етнички хомогене када су оствариле државности али су претрпеле значајне имиграције у другој половини 20. века. Државе као што су Велика Британија, Француска и Швајцарска чине различите етничке групе из својих формација и оне [државе] су исто тако доживеле значајне имиграције, што је резултовало оним што је названо мултикултурално друштво (посебно у већим градовима).
Државе тзв. Новог света (Америке а често и Аустралазија) мултиетничке су од самог почетка јер су настале као колоније наметнуте постојећим домородачким/аутохтоним популацијама.

## Етницитет и раса
Раса и етницитет се сматрају повезаним концептима. За порекло се често претпоставља да је нешто више културолошки идентитет групе, често заснован на заједничким прецима, језику и културној традицији, док је раса стриктно биолошка класификација одређена на основу ДНК и структуре костију. Раса је више контроверзан појам од етницитета, због своје честе политичке и (из)политизоване употребе. Претпоставља се да су, на основу односа моћи, креирани расни етницитети и етничке расе. Порторичанин и ванредни професор етничких наука на Универзитету у Калифорнији (Беркли) Рамон Гросфохел напомиње да је расни/етнички идентитет један концепт и да се концепти расе и етницитета не могу користити као засебне и самосталне категорије.‍
Пре Вебера, раса и етницитет углавном су виђени као два аспекта исте ствари. Око 1900. године а пре есенцијалистичког примордијализма, разумевање етницитета било је доминантно; културолошке разлике међу људима виђене су као резултат наслеђених особина и тенденција.‍ Увођењем Веберовог размишљања о етницитету као друштвеном конструкту/структури, раса и етницитет постали су више подељени једно од другог.
Унескова изјава из 1950. године на тему „Расно питање”, која је потписана од стране неких међународно познатих научника тог времена (укључујући британско-америчког антрополога Монтагјуа Франсиса Ешлија-Монтагјуа [претходно: Исраел Еренберг], онда француског антрополога и етнолога Клода Леви-Страуса, затим шведског економисте, социолога и политичара и нобеловца Карла Гунара Мирдала, као и теолошкиње и културолошке антрополошкиње Џилијане „Џил” Херли са Универзитета у источном Новом Мексику и др.), сугерише следеће:
Националне, религијске, географске, језичке и културолошке групе се нужно не подударају са расним групама: и културолошке особине таквих група не показују генетске везе са расним особинама. Због озбиљних грешака ове врсте које су обично почињене када се користи термин раса у популарном жаргону, било би боље да када се говори о људској раси да се одустане од коришћења термина раса заједно и да се користи појам етничка група.‍
Антрополог Дејвид Крејг Грифит са Универзитета у Источној Каролини сумирао је 1982. године четрдесет година етнографских истраживања, тврдећи да су расне и етничке категорије симболички маркери (ознаке) за различите начине на које људи из различитих делова света бивају укључени у глобалну економију:
| „ | Супротстављени интереси које деле радне класе додатно су ојачани „жалбама” на расне и етничке разлике. Такве жалбе служе да би се издвојиле различите категорије радника на скали тржишта рада, протерујући стигматизовану популацију на нижим нивоима и изолујући више нивое од „конкуренције одоздо”. Капитализам није створио све разлике између етницитета и расе које функционишу да би се категорије радника разделиле једна од друге. То је, ипак, процес рада мобилизације у капитализму који придоноси стварању тих разлика и њихових ефективних вредности.‍ | ” |

Према Вулфу, расне категорије су изграђене и укључене у друштво у периоду европских меркантилистичких експанзија/ширења, те етничка груписања у периоду капиталистичке експанзије.‍
Пишући о коришћењу термина етнички у уобичајеном језику Уједињеног Краљевства и Сједињених Америчких Држава, докторка и професорка-емерита са Универзитетског колеџа у Лондону и Лондонске школе за економију и политичке науке 1965. године Сандра Волман наглашава 1977. године следеће:
| „ | Термин етнички популарно конотира расу у Великој Британији, само мање прецизно, и то са оптерећењем вредности. У Северној Америци, за разлику од тога, раса најчешће значи боју, а етници су потомци релативно недавних имиграната из земаља које нису са енглеског говорног подручја. Етник није именица у Британији. У ствари, етници и не постоје; постоје само етничке релације.‍ | ” |

У Сједињеним Америчким Државама, Уред за менаџмент и буџет (енгл. Office of Management and Budget) дефинише концепт расе као што је приказано на попису у САД и то као „не-научни или не-антрополошки” и узима у обзир „социјалне и културне карактеристике као и претке”, користећи „одговарајуће научне методологије” које нису „првенствено биолошке или генетске једна у односу на другу”.‍
У Израелу се користи ДНК тестирање да би се одредило да ли људи испуњавају услове за правне привилегије дате одређеним етничким групама. Уред премијера Израела потврдио је да се од многих Јевреја из бившег Совјетског Савеза тражи да пруже доказ у виду ДНК за своје јеврејско наслеђе, да би могли да имигрирају као Јевреји и постану грађани у складу са израелским Законом повратка. Оваква политика владе покреће правна питања у вези са дефиницијом и третирањем етничких група.‍

## Етно-националниконфликт
Понекад су етничке групе предмет ставова предрасуде и деловања од стране државе или њених делова. У 20. веку људи су почели да тврде да сукоби међу етничким групама, или између чланова једне етничке групе и државе, могу и треба да буду решени на један од два начина. Неки, попут немачког социолога и филозофа Јиргена Хабермаса који припада Франкфуртској школи или америчког професора менаџмента и социологије Бруса Барија који припада Вандију, тврде да легитимитет модерне државе мора бити заснован на појму политичких права аутономних појединачних субјеката. Према овом мишљењу, држава не треба да призна етничке, националне или расне идентитете већ уместо тога треба да спроводи увођење политичке и правне једнакости свих појединаца. Остали, као што је канадски филозоф и професор-емеритус Чарлс Маргрејв Тејлор са Универзитета Макгил или канадски политички филозоф Вил Кимлика са Универзитета Квин, тврде да је појам аутономног појединца сам по себи културолошка творевина. Према овом гледишту, држава мора препознати етнички идентитет и развити процесе кроз које посебне потребе етничке групе могу бити смештене унутар граница националне државе.
19. век види развој политичке идеологије етничког национализма, када је концепт расе био везан за национализам, понајвише од стране немачких теоретичара (најбољи пример је филозоф, теолог, песник и књижевни критичар Јохан Готфрид (фон) Хердер). Случајеви друштава фокусираних на етничким везама, који су у супротности са историјом или историјским контекстом, резултују оправданошћу националистичких циљева. Два периода често наводе да као примери за ово могу послужити консолидације 19. века и проширење Немачког царства и Нацистичке Немачке у 20. веку. Сваки пример је промовисао пан-етничке идеје — да су ове владе само стицале подручја која су увек била насељена од стране етничких Немаца. Историја касних дошљака у моделима националних држава, као што су оне државе настале на Блиском истоку и у Југоисточној Европи од распада [редом] Османског царства и Аустроугарског царства — као и оне државе које су произашле из бившег Савеза Совјетских Социјалистичких Република —, у знаку је међуетничких конфликата без поговора. Такви конфликти обично се јављају унутар мултиетничких држава, као и у другим регијама света. Дакле, ови конфликти често су погрешно означени и окарактерисани као грађански ратови када су у питању — заправо — међуетнички конфликти у мултиетничким државама.

## Етничке групе по континентима

### Африка
Етничке групе у Африци броје се у стотинама; углавном свака има свој језик (или дијалект језика) и културу.
Многе етничке групе и нације Африке квалификоване су, иако су неке групе само мало веће од племенског друштва. Оне углавном потичу из Сахелске краљевине из средњег века; пример је група Ашанти, која произилази из Бономан групе (11. век), као што је случај и са Царством Ашанти (17. век) и градом-државом Ашанти (21. век).‍

### Азија
Постоји обиље етничких група у целој Азији, највише због прилагођавања на климатске зоне Азије (у које се убрајају арктичка, субарктичка, умерена, суптропска и тропска). Етничке групе су се прилагодиле планинама, пустињама, травнатим пределима и шумама. На обалама Азије, етничке групе усвојиле су различите методе бербе и транспорта намирница. Неке су групе првенствено ловци-сакупљачи, неке практикују трансљудство (номадски начин живота), друге су из аграрног/руралног миленијума, док остале насељавају индустријске/урбане зоне. Неке групе/земље Азије потпуно су урбане (Хонгконг и Сингапур). Колонизација Азије увелико је завршена у 20. веку, са домаћим погонима за самосталност и самоодређење широм континента.

### Европа
Европа има велик број етничких група; Кристоф Пан и Беате Зибиле Пфајл 2004. године броје 87 различитих „народа Европе”, од којих 33 чине већину становништва у најмање једној сувереној држави док преосталих 54 представљају етничке мањине у оквиру сваке државе у којој бораве (иако и они могу формирати локалне регионалне већине у субнационалним ентитетима). Укупан број популације националних мањина у Европи процењује се на 105 милиона људи, односно 14% од 770 милиона Европљана.‍
Одређен број европских земаља, укључујући и Француску‍ и Швајцарску, не прикупља податке о етничкој припадности својих становника при провођењу цензуса.
Русија има преко 185 признатих етничких група, поред 80% етничких Руса који су већина. Највећа група су потом Татари, са 3,8%.
Многе од мањих група налазе се у азијском делу Русије.
Пример увелико номадске етничке групе у Европи су Роми, пејоративно познати као Цигани. Они потичу из Индије и говоре ромским језиком.

### Северна Америка
Северна Америка заједно са Средњом Америком једно је од најразноликијих подручја на етничком плану, поготово због имиграција. На континенту живи више од 550 милиона људи.‍ Три главне расно-етничке групе Северне Америке су Белци, Местици и Црнци. Ту су засебно и Бели Американци, Афроамериканци, Азијски Американци итд. Значајну мањину чине и Амерички староседеоци, међу којима још увек има неких који живе као ловци-сакупљачи.‍
Најзначајније етничке групе Северне Америке су Алеути/Ескими, Американци, Амерички Индијанци, Афроамериканци, Енглези, Индијци, Ирци, Италијани, Канађани, Мексиканци, Немци, Пољаци, Први народи, Руси, Украјинци, Финци, Французи, Хиспаноамериканци и Латиноамериканци, Холанђани, Шкоти и др.‍‍

### Јужна Америка
Јужна Америка укључује мешавину Европљана, Анусима или Маранита, Арапа, Америчких Индијанаца, Африканаца и у мањој мери Источних Азијата. Дом је око за око 400 милиона људи, од којих 180 милиона чине Бели Латиноамериканци са неколико различитих европских и других родова, укључујући и 18 милиона Левантских Арапа, 440 хиљада Ашкенаских и Сефардских Јевреја, те 1,3 милиона Крипто-Јевреја и Анусима.
Староседилачко становништво чини око половину популације Перуа и Боливије.‍‍ Значајне етничке групе и народи који су потекли од староседелаца су Кечуа, Ајмара и Урарина.‍ У многим местима ови и други аутохтони народи и даље практикују традиционални начин живота заснован на пољопривреди за сопствене потребе или живе као ловци-сакупљачи. Још увек постоје нека неконтактирана племена која живе у прашуми Амазонији.‍